# Marat Dzhumaev
Marat Dzhumaev (russisch Марат Рустамович Джумаев; * 12. Januar 1976 in Samarqand) ist ein usbekischer Schachspieler.
Die usbekische Einzelmeisterschaft konnte er zweimal gewinnen: 2012 und 2015. Er spielte für Usbekistan bei fünf Schacholympiaden: 2000, 2002 und 2012 bis 2016. Außerdem nahm er einmal an der Mannschaftsweltmeisterschaft (2001) in Jerewan und an den asiatischen Mannschaftsmeisterschaften (1999, 2003, 2008 und 2016) teil.
Im Jahre 1998 wurde ihm der Titel Internationaler Meister (IM) verliehen. Der Großmeister-Titel (GM) wurde ihm 2001 verliehen. Seit 2016 trägt er den Titel eines FIDE-Trainers und seit 2018 ist er FIDE-Schiedsrichter. Seine höchste Elo-Zahl war 2569 im Januar 2005.
| Hier fehlt eine Grafik, die leider im Moment aus technischen Gründen nicht angezeigt werden kann. Wir arbeiten daran! |